# Semaeopus watkinsi
Semaeopus watkinsi är en fjärilsart som beskrevs av Louis Beethoven Prout 1938. Semaeopus watkinsi ingår i släktet Semaeopus och familjen mätare. Inga underarter finns listade i Catalogue of Life.